# Candysuck Unite and Take Over
Candysuck Unite and Take Over är det svenska punkbandet Candysucks andra och sista EP, utgiven på skivbolaget Startracks 1997.

## Låtlista
1. "Candysuck Unite and Take Over" – 3:45
2. "Stereolove" – 2:45
3. "Tam-ta-ta" – 3:45
4. "Basics" – 3:55
5. "Mute 'em All" – 4:12

### Fotnoter
1. ↑  ”Candysuck Unite and Take Over”. Svensk Mediedatabas. http://smdb.kb.se/catalog/search?q=candysuck+typ%3Afonogram&sort=OLDEST. Läst 14 september 2012.